# Nikolajgade
Nikolajgade er en gade i Indre By i København, der går fra Nikolaj Plads til Holmens Kanal. Langs den nordlige del af gaden ligger der fredede ejendomme med enkle facader, der for fleres vedkommende er opført i årene efter Københavns brand 1795. Mod syd ved Holmens Kanal ligger der til gengæld nyere kontorbygninger.
Gadens navn har både ændret og flyttet sig. Den nuværende gade hed tidligere Skvaldergade, der betyder sladregade. Navnet kendes fra 1645 og hentyder til søfolkenes skvalderbænke ved havnen. Navnet Nikolajgade blev indført i 1849 om gadestykket øst for Sankt Nikolaj Kirke i forlængelse af Skvaldergade. I 1894 blev Nikolajgade imidlertid udstrakt til også at dække Skvaldergade og den korte Halmstræde mellem pladsen og Østergade. I dag er gadestykket ved kirken og det korte stykke til Østergade imidlertid indgået i Nikolaj Plads. Resultatet er derfor at husnumrene i Nikolajgade begynder med 15, idet de lavere numre ligger umiddelbart før på Nikolaj Plads.

## Bygninger og beboere
Den treetages hjørneejendom med tilhørende sidehus i Nikolajgade 15 / Vingårdsstræde 21 blev opført for enken Dorothea Basse i 1797. Den blev fredet i 1945 og drives nu som Andelsboligforeningen Vingården. I stueetagen er der en restaurant med en lisénomkranset indgang på hjørnet. Nr. 17 blev opført for hofguldsmed N. Christensen i 1828-1829. Den hvide firetages ejendom blev fredet i 1959. Nr. 19 på hjørnet af Dybensgade blev opført af hofarkitekt Andreas Kirkerup i 1796-1797. Den fireetages ejendom blev også fredet i 1959.
Den rødpudsede nr. 18 blev opført for bager N. Rentzmann i 1817-1818 og fredet i 1959. Den består af et fem fag bredt forhus og et fag bredt pakhus, der begge vender mod gaden. Udover farven gør ejendommen sig bemærket ved skodderne i pakhuset. I forhuset er der en port, der nu indgår i en restaurant. Den fireetages hjørneejendom og det tilhørende sidehus i Nikolajgade 20 / Dybensgade 20 blev opført af murermester A.C. Wilcken og tømrermester Andreas Hallander i 1799-1800. Den blev fredet i 1959. På hjørnet overfor i Nikolajgade 22 / Dybensgade 19 ligger ejendommen Halds Gård. Den består af et treetages hjørnehus samt et fireetages forhus mod Dybensgade, der begge blev opført i 1799. Ejendommen blev fredet i 1945.
Den grå karré Holmens Kanal 20 / Nikolajgade 25 / Laksegade 19 blev opført af Frits Schlegel i 1935-1937 for Overformynderiet. Bygningen er i seks etager med en grå facade, der er udført med bærende jernbetonribber og plader af grønlandsk marmor. Over indgangen fra Holmens Kanal er der en usædvanlig stor navneplade med Overformynderiets navn. Institutionen eksisterede fra 1869 til 1982 og havde blandt til opgave at forvalte umyndige personers formue. Bygningen har senere huset Beskæftigelsesministeriet.
På den modsatte side ligger der en grå kontorbygning på Holmens Kanal 22 / Nikolajgade 26 / Admiralgade 27-31. Den blev opført i 1960 efter tegninger af Povl Ernst Hoff og Bennet Windinge for forsikringsselskabet Haand i Haand i 1960. Den fireetagers bygning er opført i H-form med en mindre indskæring mod Nikolajgade og en dyb mod den parallelle Admiralgade. Facaden er enkel og er beklædt med lyse gråbrune kalksten. Bygningen huser nu Børne- og Socialministeriet.